# Arlberská železnice
Železnice Innsbruck – Bludenz, také známá jako Arlberská železnice, je železniční trať v Rakousku, která protíná Arlberg, vysokohorský hřeben mezi spolkovými zeměmi Vorarlberskem a Tyrolskem. Linka leží mezi městy Innsbruck v Tyrolsku a Bludenz ve Vorarlbersku. Trasa také prochází Arlberským železničním tunelem mezi Langenem a St. Antonem, který je dlouhý 10 648 metrů (do roku 2001 měl 10 249 metrů). Trasa je z velké části dvojkolejná, pouze úseky Ötztal – Kronburg, Landeck – Zams – Schnann a Klösterle – Bludenz jsou jednokolejné.